# Patrik Melin
Patrik Ingemar Melin, född 7 juni 1971 i Tolfta församling, Uppsala län, är en svensk friidrottare (mångkamp), tävlande för Gefle IF.

## Personliga rekord
| Utomhus - 60 meter – 7,24 (1997) - 100 meter – 11,26 (1998) - 100 meter – 11,48 (Maribor, Slovakien 5 juli 2003) - 200 meter – 22,87 (1998) - 200 meter – 23,90 (Gävle 20 juli 2007) - 300 meter – 37,75 (2002) - 400 meter – 51,31 (2001) - 400 meter – 52,84 (Maribor, Slovakien 5 juli 2003) - 1 500 meter – 4:48,28 (1991) - 1 500 meter – 5:02,48 (Nyköping 4 augusti 2007) - 110 meter häck – 14,79 (1999) - 110 meter häck – 15,06 (Gävle 27 juni 1999) - Höjd – 2,00 (1999) - Höjd – 1,89 (Maribor, Slovakien 5 juli 2003) - Stav – 4,73 (1999) - Stav – 4,53 (Gävle 5 juli 1998) - Längd – 7,02 (1994) - Längd – 6,71 (Nyköping 4 augusti 2007) - Tresteg – 13,38 (2004) - Kula – 15,20 (2001) - Kula – 14,03 (Maribor, Slovakien 5 juli 2003) - Diskus – 48,66 (1999) - Diskus – 47,99 (Maribor, Slovakien 6 juli 2003) - Slägga – 46,57 (2000) - Spjut – 69,10 (Lerum 23 maj 1999) - Femkamp – 3 350 (2004) - Tiokamp – 7 590 (Ried im Innkreis, Österrike 1 juli 2001) | Inomhus - 1 000 meter – 2:53,40 (207) - 60 meter häck – 8,32 (1998) - 60 meter häck – 8,43 (Eskilstuna 15 februari 1998) - Längd – 6,62 (Gävle 6 januari 1999) - Kula – 14,67 (Falun 20 januari 2007) - Sjukamp – 5 145 (Bollnäs 11 februari 2007) |